# Microsepsis limnetica
Microsepsis limnetica är en tvåvingeart som först beskrevs av Ozerov 1993.  Microsepsis limnetica ingår i släktet Microsepsis och familjen svängflugor. Inga underarter finns listade i Catalogue of Life.